# Boarmie frottée
Espèce
Synonymes
- Boarmia luridata (Borkhausen, 1794)
- Ectropis extersaria (Hübner, 1799)
- Geometra extersaria (Hübner, 1799)
- Phalaena luridata (Borkhausen, 1894)
- Phalaena similaria (Hufnagel, 1767)
- Tephrosia extersaria (Hübner, 1799)
- Boarmia extersaria (Hübner, 1799)

La Boarmie frottée (Parectropis similaria), aussi communément dénommée Boarmie sylvatique, est une espèce de lépidoptères (papillons) de la famille des Geometridae, de la sous-famille des Ennominae et du genre Parectropis, décrite par l'entomologiste allemand Johann Siegfried Hufnagel en 1767.

## Répartition
Cette espèce eurasiatique, possède une large répartition s'étalant sur l'ensemble de l'Europe jusqu'en Sibérie et allant jusqu'au Japon et à la Corée du Sud ; elle est cependant rare voir absente dans les pays à climat méditerranéen. En France métropolitaine, elle est absente en Corse et peu présente dans la moitié sud-est du pays,.

## Description
L'imago, dont l'envergure est comprise entre 33 et 39 millimètres, est facilement reconnaissable à la présence de taches blanches situées au milieu de l’espace antémarginal de l’aile antérieure,.

## Biologie
La Boarmie frottée est une espèce univoltine dont l'imago vole de mai à juillet, dans les milieux forestiers assez humides. Elle peut être observée jusqu'à 1500 mètres d'altitude.
La chenille phyllophage, observable en automne, se nourrit de plusieurs essences différentes comme l'aulne, l'érable sycomore, le bouleau et le chêne, bien qu'elle semblerait avoir une préférence pour ces deux dernières,. Elle peut servir d'hôte à la larve de Phryxe magnicornis, une espèce de diptère de la famille des Tachinidae, dont les larves endoparasites vont se développer aux dépens de la chenille.
C'est sous forme de chrysalide que cette espèce hiverne.